# Middle East Broadcasting Networks
Middle East Broadcasting Networks (traducible al español como Cadenas de Radiodifusión del Medio Oriente, MBN) es una organización de medios estadounidense sin fines de lucro en idioma árabe financiada por el gobierno de Estados Unidos que transmite noticias e información en la región de Medio Oriente y África del Norte.
MBN comprende dos canales de televisión (Alhurra y Alhurra-Iraq), Radio Sawa y varias propiedades digitales (Alhurra.com, RadioSawa.com, Irfaasawtak.com, MaghrebVoices.com y Elsaha.com). MBN está financiado por el gobierno de Estados Unidos a través de una subvención de la Agencia de Estados Unidos para Medios Globales (USAGM), una agencia federal independiente que sirve como cortafuegos para proteger a los periodistas de la influencia política. 
La misión de MBN es proporcionar información precisa y objetiva sobre la región MENA, las políticas estadounidenses y la cultura estadounidense, así como un análisis profundo centrado en temas que no se encuentran en otros medios de comunicación árabes para fomentar la transparencia y la democracia.
En marzo de 2025, el Departamento de Eficiencia Gubernamental (DOGE) de Elon Musk impuso una congelación total de 30 días a la financiación de MBN y otros medios de comunicación de USAGM, con la intención de que esta medida fuera permanente.

## Creación

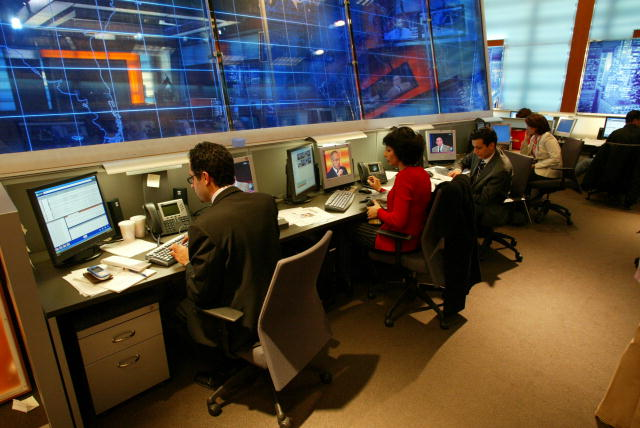
Sala de redacción de Middle East Broadcasting Networks (MBN)

El propósito de lanzar MBN fue contrarrestar el sesgo antiestadounidense percibido promovido por las principales compañías de televisión árabes e internacionales y el efecto que estos canales tenían en la opinión pública árabe con respecto a los Estados Unidos. MBN y sus redes están destinadas a servir como una alternativa a estos canales al presentar las noticias de una manera más equilibrada y objetiva en un esfuerzo por mejorar la imagen de los Estados Unidos en el mundo árabe.
Norman Pattiz, fundador y presidente de la compañía de medios masivos Westwood One, fue la fuerza impulsora detrás del lanzamiento de Radio Sawa en 2002, una emisora de radio en árabe administrada por USAGM que transmite una mezcla de música y noticias. Pattiz se desempeñó como miembro de la junta de la entonces BBG, actualmente la Agencia de Estados Unidos para los Medios Globales (USAGM), la agencia federal independiente de Estados Unidos que supervisa todas las transmisiones de radio y televisión internacionales del gobierno estadounidense no militares.
La idea de lanzar Alhurra en 2004 surgió del éxito de Radio Sawa en llegar a audiencias jóvenes en el Medio Oriente. Pattiz creía que las opiniones de las audiencias árabes sobre los Estados Unidos estaban siendo influenciadas negativamente por el enfoque de los medios noticiosos árabes existentes en la cobertura de las guerras en Irak, Afganistán y el conflicto palestino-israelí. Imaginó que al presentar una gama más amplia de perspectivas sobre estos conflictos y otras políticas estadounidenses, así como la cobertura de una variedad más amplia de temas regionales y globales de interés para las audiencias árabes, un canal de televisión satelital financiado por Estados Unidos podría ayudar a mejorar la imagen de Estados Unidos en la región.